# تريفور فورد (لاعب كرة قدم أمريكية)
تريفور فورد (بالإنجليزية: Trevor Ford)‏ هو لاعب كرة قدم أمريكية أمريكي، ولد في 19 فبراير 1986 في ميامي في الولايات المتحدة.

## وصلات خارجية
- تريفور فورد على موقع مرجع كرة القدم المحترفة.كوم (الإنجليزية)
- تريفور فورد على موقع JustSportsStats.com (الإنجليزية)